# لیگ دسته اول فوتبال لتونی
لیگ دسته اول فوتبال لتونی (لتونیایی: Latvijas futbola 1. līga) دومین لیگ معتبر فوتبال در کشور لتونی است که در سال ۱۹۹۲ بنیان‌گذاری شده و زیر نظر فدراسیون فوتبال لتونی برگزار می‌شود.